# الكوم الأحمر (قنا)
قرية الكوم الحمر هي إحدى القرى التابعة لمركز فرشوط في محافظة قنا في جمهورية مصر العربية. حسب إحصاءات سنة 2006، بلغ إجمالي السكان في الكوم الحمر 11966 نسمة، منهم 6159 رجل و5807 امرأة. وتقع القرية في موقع مدينة فرعونية قديمة تدعى «نخن».